# Ma Yize
Dans ce nom, le nom de famille, Ma, précède le nom personnel Yize.
Ma Yize (ca. 910 - 1005) était un important astronome et astrologue sino-arabe qui occupa le poste de fonctionnaire en chef de l'observatoire astronomique de la dynastie Song.
Au début du Xe siècle, l'empereur chinois de la dynastie Song encourage les innovations dans l'étude de l'astronomie et de ses disciplines associées. En 961, l'empereur Song Taizu (r. 960-976) nomme Ma Yize (910?-1005) fonctionnaire en chef de l'observatoire gouvernemental.
Les ancêtres de Ma Yize sont des arabes originaires de la région située entre le Yémen et Oman dans la péninsule arabe. Ma est la version sinisée du prénom Mohammed. Alors que Ma Yize est en Chine, il assiste Wang Chuna dans sa compilation de plusieurs ouvrages astrologiques, dont le Yingtianli. Son travail est de fournir des observations et des calculs sur la régularité des phénomènes célestes, en utilisant des méthodes arabes. Ces découvertes sont utilisées par Wan Chuna dans l'ouvrage Yingtianli, qui est terminé en 963. Le calcul, basé sur un système hebdomadaire à sept jours similaire au calendrier islamique, est le premier adopté dans ce document, ce qui constitue le plus important évènement dans l'histoire chinoise des méthodes calendaires.
Ma Yize aurait consulté de nombreux travauxsur l'astronomie mathématique islamique, dont :
- Kitab al-Zij [Al-Battani sive Albatenni Opus astronomicum], 880, par Abu'Abdallah al-Battani [Latin: Albategni or Albatenius], 858-929
- al-Zij al-sabi [Les tables Sabian]
- Kitab Matali' al-Buruj [Sur les ascensions des signes du zodiaque]
- Kitab Aqdar al- Ittisalat [Sur la quantité d'applications astrologiques]

Il est possible que Ma Yize ait été influencé par Al-Battani et Abū Muhammad al-Hasan al-Hamdānī.
Grâce à sa contribution pour la compilation du Yingtianli, Ma devient un noble héréditaire et son fils plus tard, lui succède à son poste à l'Observatoire impérial.